# Северни Кипар
Северни Кипар (тур. Kuzey Kıbrıs), званично Турска Република Северни Кипар (ТРСК; тур. Kuzey Kıbrıs Türk Cumhuriyeti, KKTC), је самопроглашена, међународно непризната држава на северном делу острва Кипар, која је настала након војне интервенције Турске Републике 1974. на међународно признату Републику Кипар.
Актуелне политичке несугласице су допринеле подели овог медитеранског острва на четири дела, од чега Северни Кипар заузима око 1/3 територије острва. Копнено се „граничи“ са остала три дела: Зеленом линијом, британским војним базама Акротири и Декелија и делом Кипра под управом међународно признате државе Кипарска Република. Главни град је службено Северна Никозија (део Никозије који је под контролом Северног Кипра), али врло често и Керинеја врши ту улогу. Турска и Пакистан су једине државе које су на међународном нивоу званично признале Северни Кипар за државу. Проблем статуса ове територије је главни камен спотицања Европске уније, Грчке и Кипарске Републике са једне и Турске са друге стране. За разлику од Кипарске Републике, Серверни Кипар није део Европске уније нити користи Евро као валуту.
Северни Кипар се простире од врха полуострва Карпас на североистоку до залива Морфу, рта Кормакитис и најзападније тачке, ексклаве Еренкоy (грчки: Кокина). Најјужнију тачку представља село Акıнцıлар (грчки: Лоуроујина). Тампон зона под надзором Уједињених нација простире се између Северног Кипра и остатка острва и дели Никозију, главни град обе државе.
Државни удар 1974, извршен у циљу анексије острва Грчкој изазвао је турску инвазију. Инвазија је резултирала исељењем кипарских Грка са севера и кипарских Турака са југа, поделом острва и једностраним проглашењем независности Севера 1983. Због мањка признања, Северни Кипар се ослања у Турску за економску, политичку и војну подршку.
Покушаји да се пронађе решење кипарског спора до сада су били неуспешни. На Северном Кипру је размештен гарнизон Турских оружаних снага јачине 17.000 људи. Док боравак турских јединица подржава и одобрава влада Северног Кипра, влада Кипра и међународна заједница сматрају их снагама окупације, а њихово присуство било је предмет више резолуција Савета безбједности УН-а.
Северни Кипар је полупредседничка, демократска република са културним наслеђем које обједињује више утицаја и економијом у којој доминира услужни сектор. Економија је доживела значајан раст кроз 2000-е и 2010-е, а даљи развој спречава међународни ембарго. Службени језик је турски, који се прича специфичним локалним дијалектом. Готово целокупно становништво чине сунитски муслимани. Северни Кипар је посматрач у Организацији исламске сарадње и Организацији економске сарадње, а у Парламентарној скупштини Већа Европе има статус посматрача под именом „Кипарска турска заједница”.

## Географија
Кипар је најисточније острво у Средоземном мору, а са површином од 9.251 km² треће је по величини средоземно острво (након Сицилије и Сардиније). По величини територије је 161. на свету и по томе је најсличнији Либану и Порторику.
ТРСК заузима север, те већи део истока острва. Површина коју заузима износи 3.355 km² или нешто око 37% целокупне површине острва. Но, због УН-ове неутралне зоне та површина је нешто мања. Као и јужни тако и Северни Кипар има једну своју ексклаву, истина многу мању, али много више изоловану него што је то случај код јужњака. То је село Еренкој (Кокина), које лежи у Морфу заливу и од матичне територије одвојено је са неких 5-10 km грчке плаже.

## Историја
Објашњавање тренутних друштвених и политичких прилика Кипра немогуће је без претходног упознавања историје овог острва. Кипар заузима врло повољан географски положај те је због тога имао врло бурну прошлост. Наиме, увек је био занимљив већим цивилизацијама и државама због стратешке важности на Медитерану. Тако је било и у давној и у скоријој прошлости, али је тако такође и данас, па је тако Кипар кроз историју прелазио из руку једних освајача у руке других.

## Политика
Садашњи председник је Мехмет Али Талат. Поред њега владу чини премијер Ферди Сабит Сојер, те парламент од 50 чланова, у ком већину има Турска Републиканска Странка. Избори су сваких 5 година, а садашњи председник је прошле године на изборима победио Рауфа Денкташа који је био председник од самопроглашавања независности 1983. године.
Војска ТРСК је у ствари војска Републике Турске, која се налази на острву од 1974. до данас. Броји око 30.000 војника, који чувају суверенитет ове самопроглашене републике. Један од основних захтева кипарских Грка је да се ова војска повуче, међутим то Турци не желе.
Службени језик је турски. Грчки језик се слабо говори на северном делу острва и употреба језика може проузроковати проблеме. Иста ситуација је и на другом делу острва.

#### Међународни односи
Ову државу су признале једино Турска и Пакистан, а има и делимично признање, као посматрач, у Организацији исламске сарадње и Организацији за економску сарадњу и развој. Занимљиво је и то ова република има признање и од Абхазије, али и од Аутономне Републике Нахичеван, која је под суверенитетом Азербејџана, док од самог Азербејџана нема.
Иначе, Северни Кипар има међународни ембарго у сваком погледу: политичком, економском, трговинском, саобраћајном, војном, спортском, културном и др. Ово је условљено тиме што се он сматра окупатором и агресором на Кипарску Републику, те се сматра њеним делом. Тако Северни Кипар увелико зависи од Турске Републике, без које практично не би опстао. Све своје спољне послове мора извршавати преко ње. Ипак, у последњих неколико година, ова изолација полако почиње попуштати, те ова република све више почиње да самостално делује, иако то још није близу формалног признања самосталности.
Подлога заставе ТРСК је бела. На подлози се налазе две водоравне црвене пруге, које су одвојене од горњег, односно доњег руба. Између ових пруга се налази црвени полумесец и звезда, симбол ислама, који је службено државна религија, иако се ТРСК декларише као секуларна држава.

## Становништво
Етничка структура становништва Кипра је следећа: 78% Грци, 18% Турци и 4% остале етничке групе. Готово сви и Турци и Грци живе на свом делу острва, уз ретке изузетке. Тако 0,5% Грка живи у Северном Кипру и то на полуострву Карпас. Око 40% Грка су избеглице у својој држави. Са друге стране 1,3% Турака живи у јужном делу и међу њима је много мање избеглица.
Религијска структура се готово поклапа са етничком. Грци су православци, а Турци сунитски муслимани, уз један мањи број атеиста у оба народа. Остатак су православни Јермени, хришћани Маронити, римокатолици, протестанти, Јевреји и остали православци.
Слична је ситуација и са језичком структуром: Грци говоре грчки, а Турци турски језик. Ове мањине практикују у својим заједницама своје језике, а око 90% становништва говори и енглески језик.

## Привреда
БДП по глави становника износи 8,095 $. То јесте мање од половине БДП-а грчког Кипра, али се треба узети у обзир чињеница да је ово земља у изолацији, те да готово потпуно зависи од Турске. Ово је већи БДП по глави становника, чак и од БДП-а саме Турске. Ипак, ова нелогичност у погледу БДП-а ТРСК и БДП-а њеног заштитника и финансијера добија смисао ако узмемо у обзир чињеницу да Северни Кипар има становника колико и (примера ради) просечно насеље Истанбула, те да влада Турске из свог буџета издваја велики део новца за Северни Кипар.
Валута је нова турска лира, која је заменила стару турску лиру 1. јануара 2005. године.